# Philippe de Lénoncourt
Philippe de Lénoncourt (ur. w 1527 w Lotaryngii, zm. 13 grudnia 1592 w Rzymie) – francuski kardynał.

## Życiorys
Urodził się w 1527 roku w Lotaryngii, jako syn Henriego de Lénoncourt i Marguerite de Broyes. 30 maja 1550 roku został wybrany biskupem Châlons-en-Champagne, lecz po około czterech latach zrezygnował z zarządzania diecezją. W latach 1560–1562 był biskupem Auxerre. 16 listopada 1586 roku został kreowany kardynałem prezbiterem i otrzymał kościół tytularny Sant’Onofrio. Zmarł 13 grudnia 1592 roku w Rzymie.